# Cell (revista)
Cell es una revista científica de revisión por pares especializada en las ciencias de la vida, sobre todo en materias como la biología molecular.

## Historia
Fundada en 1974 y publicada originalmente por MIT Press, fue adquirida por Elsevier en 1999.

## Factor de impacto
Según Journal Citation Reports, en 2014 tuvo un factor de impacto de 32.242.